# Carta credencial
Una carta credencial és el document que el cap d'estat d'un estat sobirà dirigeix a un altre cap d'estat, comunicant-li el nomenament de determinada persona (per a la qual prèviament s'haurà obtingut el placet) com a ambaixador davant d'aquest altre país.
El seu estil és solemne i la seva redacció extraordinàriament protocolar, diversa d'un país a l'altre. Contenen en essència, el nom i títols de la persona designada, el reconeixement de les seves qualitats per exercir el càrrec i el prec que se'l tingui per legitim representant de l'estat acreditant.
Són lliurades per l'ambaixador en una cerimònia formal de presentació de cartes credencials que generalment té lloc poc temps després de la seva arribada a la nova destinació.
Fins que aquesta presentació es realitzi l'ambaixador no està oficialment reconegut pel país receptor i, per tant, no pot actuar en qualitat de tal, tot i que la presentació de les còpies d'estil li permeten ja una certa activitat. Se les anomena "cartes credencials" a causa que en elles cal el cap d'estat destinatari que concedeixi "ple crèdit" a tot el que l'Ambaixador manifesti en representació del seu Govern.